# Putxero
El putxero o olla de carn és una sopa considerada com a plat tradicional de la gastronomia valenciana. Es tracta d'un caldo obtingut per l'ebullició de carn i ossos, embotits com el blanquet, la pilota de carn, cigrons i vegetals com creïlla, nap, napicol, xirivia, carlota o all porro,
Tot i que no presenta una recepta concreta atesa la gran quantitat de variants territorials i històriques, és un plat comú al País Valencià que comparteix trets distintius amb altres preparacions similars presents a bona part de la península Ibèrica entre les quals hi destaquen l'escudella i carn d'olla, el bullit balear o el bullit madrileny.
En primer lloc es servix una sopa preparada amb el caldo i fideus o un altre tipus de pasta o arròs encara que també és possible preparar un arròs sec en paella. A continuació se servixen les verdures i la carn en un plat gran o safata d'on cada comensal agafa el que més li abellix
El putxero és un plat bàsic de cuina, de diari on l'abundància de productes carnis depén de les possibilitats econòmiques de cada família i del dia de la setmana en que es prepara sent el diumenge el dia que més carregat de productes d'origen animal està.

## Etimologia
El mot putxero és un castellanisme que ha subsitutït quasi totalment el nom tradicional d'olla de carn que encara es manté a alguns pobles. En castellà el plat es coneix com puchero o cocido valencià.

## Elements
La carn i els ossos solen ser de vedella (garreta, costella, genoll...), porc (peus, corvet, costelles...) i gallina o pollastre (cuixes i carcasses). A més sol dur també cansalada de porc, blanquet i pilota.

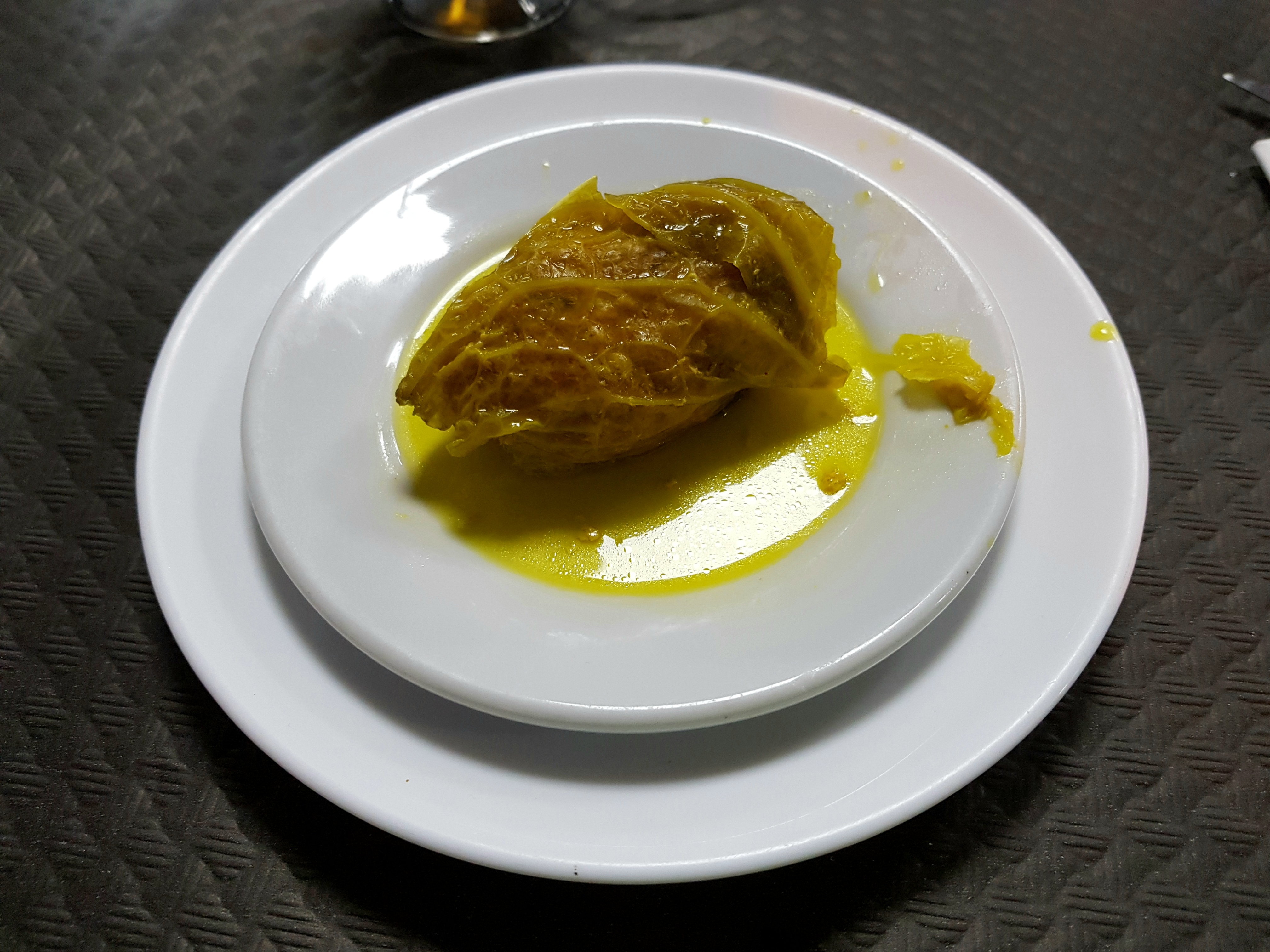
Pilota de putxero a un restaurant de Gata de Gorgos

La pilota és una part molt característica del putxero valencià i es fa barrejant carn picada de ternera i/o porc amb ou, all, julivert, pa ratllat i una mica de pebre i canyellal, formant una mandonguilla gran i ovalada que es cou amb el caldo i se sol tallar en rodanxes gruixudes en el moment de repartir-la. Les pilotes es solen embolicar en fulles de col escaldades per a protegir-les durant la cocció. A més són una tapa o aperitiu molt comú a algunes de les comarques centrals valencianes com la Marina Alta.
Les verdures utilitzades per la seua preparació depenen de la zona i de la temporada de l'any però algunes de les més comunes són nap blanc, napipcol o nap groc, xirivia, all porro, api, bajoqueta o penca de card. A més sempre inclou cigrons.

## Plats derivats
Amb les restes de carn, cigrons i caldo del putxero es prepara un dels plats més renombrats de la gastronomia valenciana com és l'arròs al forn.

## Plats similars
El putxero forma d'una família de plats similars presennts a gran part de la península ibèrica com l'escudella i carn d'olla, els diversos bullits espanyols com el madrileny, el maragato, el gallec o l'andalús, el cozido portugués i inclús a altres indrets com el bollito misto italià o el sanchochado peruà.